# Ваханелов, Семён Константинович
Семён Константинович Ваханелов (род. 2 января 1960) — советский легкоатлет, специалист по бегу на короткие дистанции. Выступал на всесоюзном уровне в конце 1970-х — начале 1980-х годов, чемпион СССР, призёр Спартакиады народов СССР, победитель первенств всесоюзного значения. Представлял Москву и спортивное общество «Труд».

## Биография
Семён Ваханелов родился 2 января 1960 года. Занимался лёгкой атлетикой в Москве, выступал за добровольное спортивное общество «Труд».
Впервые заявил о себе на всесоюзном уровне в сезоне 1977 года, когда на чемпионате СССР в Москве с московской командой выиграл бронзовую медаль в программе эстафеты 4 × 100 метров. Попав в состав советской сборной, выступил на юниорском европейском первенстве в Донецке — в индивидуальном беге на 100 метров дошёл до стадии полуфиналов, тогда как в эстафете 4 × 100 метров занял итоговое четвёртое место.
В 1978 году выиграл эстафету 4 × 100 метров на всесоюзных соревнованиях в Донецке, при этом установил юниорский рекорд СССР 39,67, который впоследствии так и не был никем превзойдён.
В 1979 году завоевал бронзовую награду в беге на 60 метров на зимнем чемпионате СССР в Минске. Позднее в беге на 100 метров взял бронзу на международном старте в американском Бейкерсфилде, принимал участие в VII летней Спартакиаде народов СССР в Москве — с московской командой занял второе место в эстафете 4 × 100 метров, уступив только сборной США, и стал победителем разыгрывавшегося здесь чемпионата СССР. Также в этом сезоне отметился выступлением на юниорском европейском первенстве в Быдгоще, где дошёл до полуфинала в 100-метровой дисциплине и показал пятый результат в эстафете 4 × 100 метров.
В июне 1980 года на домашних соревнованиях в Москве установил свой личный рекорд в беге на 100 метров — 10,49.